# بیابان لیتل سندی
بیابان لیتل سندی یک بیابان و زیست‌سار استرالیایی است که در استرالیای غربی جنوب شنزار بزرگ سندی و غرب بیابان گیبسون واقع است.
دلیل نامگذاری این بیابان، شباهت و نزدیکی اش به شنزار بزرگ سندی است با این تفاوت که بسیار کوچکتر است.